# Marcel Nowak
Pour les articles homonymes, voir Nowak.
Marcel Nowak est un footballeur français né le 10 juillet 1934 à Piennes (Meurthe-et-Moselle) et mort le 23 décembre 1985. Il évoluait au poste de défenseur. 

## Biographie
Marcel Nowak joue en faveur de l'Olympique lyonnais et de l'AS Monaco.
Il est sacré champion de France en 1961 avec l'ASM.
Au total, il dispute 345 matchs en Division 1.

## Carrière de joueur
- 1953-1957 :  Olympique lyonnais
- 1957-1962 :  AS Monaco
- 1962-1963 :  Olympique lyonnais
- 1963-1966 :  AS Monaco[1]

## Palmarès
- Champion de France en 1961 avec l'AS Monaco
- Champion de France de D2 en 1954 avec l'Olympique lyonnais
- Vainqueur de la Coupe de France en 1960 avec l'AS Monaco
- Finaliste de la Coupe de France en 1963 avec l'Olympique lyonnais
- Vainqueur de la Coupe Charles Drago en 1961 avec l'AS Monaco